# Gretl
gretl je open source počítačový statistický systém, užívaný především v ekonometrii. Název vznikl jako akronym výrazu „Gnu Regression, Econometrics and Time-series Library“, které vyjadřují určení tohoto systému. Ovládá se pomocí grafického rozhraní. Umožňuje výstup v LaTeX.